# Camps-sur-l'Agly

Camps-sur-l'Agly este o comună în departamentul Aude din sudul Franței. În 1 ianuarie 2022 avea o populație de 61 de locuitori.